# Філіп Йоган фон Страленберг
Філіп Йоган (Юхан) Табберт фон Страленберг (швед. Philip Johan von Strahlenberg, нім. Philipp Johann von Strahlenberg) — офіцер шведської армії короля Карла XII під час Північної війни, 1703 року отримав чин капітана. Після битви під Полтавою він був узятий в полон, відправлений до Сибіру в Тобольськ, де пробув бранцем 13 років. Тут він зібрав багатий етнографічний і картографічний матеріал та відомості про відкриття в північно-східній частині Азії першої чверті XVIII століття, які використовував при створенні карти «Росії і Великої Татарії 1730 р.» і книги «Історико-географічний опис північній і східній частин Європи і Азії», надрукованих у Стокгольмі 1730 року.

## Біографія
Народився в 1676 році в місті Штральзунд (провінція Померанія), розташованому на березі Балтійського моря. Місто входило до складу Ганзейського союзу, за мирним договором 1648 року відійшло до Швеції. Обравши собі військову кар'єру, Філіп Йоган вступив 1694 року добровольцем до шведської армії. Будував укріплення в Штральзунді і Вісмарі.
З початку Північної війни перебував у діючій армії. У 1703 році за участь у штурмі і оволодінні фортецею Торн він отримав чин капітана. 31 січня 1707 роки за хоробрість і відвагу Карл XII дарував йому дворянство і прізвище Страленберг. 27 червня 1709 року брав участь у Полтавській битві. Був взятий в полон, відправлений до Москви, звідти на початку 1711 року — у Хлинов, а влітку всіх полонених офіцерів перевели до Тобольська. Живучи в Тобольську, працював над складанням географічної карти Сибіру. Перша, складена ним карта, пропала під час пожежі в Тобольську в 1715 році.
|  | І хоча у мене були відомості про те, де знаходиться моя валіза і карта, проте, як полонений, я не наважився висунути свої права на ці речі, побоюючись неприємних для себе наслідків. |

Познайомившись зі Страленбергом під час свого перебування в Тобольську, німецький вчений Даніель Готліб Мессершмідт звернувся до тобольской адміністрації з клопотанням відпустити з ним в експедицію Ф. І. Табберта і Д. Каппеля. Князь Черкаський своїм указом від 27 лютого 1721 року дозволив їм супроводжувати Мессершмидта в його експедиції. Страленберг побував у Томську, Наримі, Абакані, Красноярську, Єнісейську.
Після укладення Ніштадтського миру Страленберг отримав дозвіл повернутися до Швеції. Виїхав з Красноярська до Москви 13 травня 1722 року. У 1723 році фон Страленберг повернувся до Швеції, де отримав чин підполковника. У 1740 році призначений комендантом фортеці Карлсгам.
Страленберг помер в 1747 році в маєтку дружини свого брата Пера Зігфріда в Йетінзі.

## Наукова діяльність

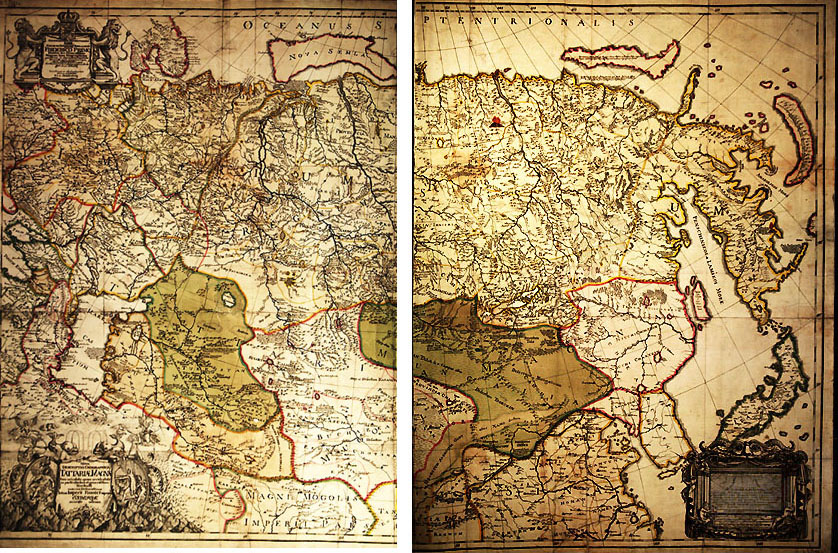
Карта Росії, складена Страленбергом у Сибіру.

У 1730 році Страленберг видав книгу «Історичне та географічний опис північній і східній частин Європи і Азії», яка згодом була переведена на російську мову. У своїй книзі Страленберг також навів різні, часто протилежні, оцінки особистості Петра I і його діяльності, поширені в Росії.
Роботи Страленберга представляють собою цікаве історичне джерело, що несе багато цінних відомостей про Західний Сибір початку XVIII століття. Окремий інтерес представляє внесок Страленберга в вивчення мов корінних народів Уралу і Сибіру.
Страленберг першим висунув теорію про угорське походження башкирського народу.

## Опубліковані праці
- Vorbericht eines zum Druck verfertigten Werckes von der grossen Tartarey und dem Koenigreiche Siberien. Stockholm, 1726 («Попереднє повідомлення про Велику Татарію і Сибірське царство)»[7] (нім.)
- Das Nord- und ostliche Theil von Europa und Asia… In verlegung des autoris, 1730 («Історико-географічний опис Північної і Східної частин Європи і Азії»)[8] (нім.)
- Записки капитана Филиппа Иоганна Страленберга об истории и географии Российской империи Петра Великого: Северная и Восточная часть Европы и Азии (Записки капітана Філіпа Йогана Страленберга про історію та географії Російської імперії Петра Великого: Північна і Східна частина Європи і Азії).

Праці Страленберга переводилися в 1736 і 1738 роках на англійську мову, у 1757 році на французьку, у 1780 році на іспанську. Російською мовою дана праця був надрукований вперше в 1797 році. Витяги з нього про сибірських інородців публікувалися в «Сибірському віснику» (1888, № 18 — 24).

## Карти України

Мапа Страленберга 1730 року

1730 р. Карта — «Nova descriptio geographica Tattariae Magnae tam orientalis quam occidentalis: in particularibus et generalibus territoriis una cum delineatione totius imperii Russici imprimis Siberiae accurate ostensa» (Новий географічний опис Великої Татарії як на Схід, так і на Захід: в окремих випадках і в загальних територіях одного з проектів усієї Російської імперії, і особливо точного розгляду Сибіру). Лівобережна Україна позначена як UKRANIA (частина Russia Minor); Слобожанщина — Cosaci Bialagorodski (Козаки Бєлгородські), територія на сході межує із землями Донських Козаків. На схід від Каспійського моря — Tattaria Magna (Велика Татарія), на північ від неї — SIBERIA (Сибір).

## 15766 Страленберґ
На честь Філіпа Йогана фон Страленберга названий астероїд головного поясу, відкритий 22 січня 1993 року.